# 国立中正大学 (江西省)
國立中正大學，1940年設立於江西省泰和縣杏嶺村。1949年9月改名為國立南昌大學，1950年代解體併入江西师范大学、江西农业大学。

## 歷史
1940年五月教育部拨款法币一百万元给江西省政府，6月由江西省政府创建国立中正大学于泰和县杏嶺村，九月初奉國民政府令，任命首任校长为著名植物学家和文学家胡先骕，校名取义于中国传统文化中的重要理念“大中至正”，院系組織分文法、工、農三學院，內設政治、經濟、社會教育、機電工程、土木工程、化學工程、農藝、森林、畜牧獸醫等九學系，並另設研究部為研討實際問題之機構。1941年起，文法學院增設文史學系，於農學院增設生物學系。1942年秋，開辦師範專修科及行政管理專修科，又於贛縣龍嶺村設立分校。1943年八月，復開辦稅務專修科。隔年，增設土木工程專修科，農學院農藝學系增設雙班。 
国立中正大学创办后，吸引了很多学者任教。著名人物有：工学院院长蔡方荫、文学院院长王易、农学院院长周拾禄。 
1945年抗战胜利后，国立中正大学迁至南昌。十月底開始遷建工作，至十二月竣事。1946年一月在望城岗復課開學，經核准增辦理學院，新設數學、物理、化學三學系；並將原附屬於農學院之生物學系併入。文法學院原有之文史學系則析為中國文學、外國語文及歷史三學系；社會教育學系改為教育學系。 
1949年9月，国立中正大学改名国立南昌大学，並先後併入江西工專、農專、體專、水(利)專。1950年10月直接称为南昌大学。设政治学院、文学艺术学院、理学院、工学院、农学院5个学院，16个系。1952年農學院独立为改稱為江西農學院（现江西农业大学）。
1953年，全国高校院系调整中，原南昌大學解體，大部分理工學院分別調整到華中工學院、華南工學院、中南土木建築學院（後又併入湖南大學）、中南礦冶學院、中南體育學院、中南財經學院、中山大學、武漢大學等14所高校，以中文、历史、生物、数学、物理、化学和艺术7科的部分专业及老师为基础，在原址成立江西师范学院。江西师范学院继承了原南昌大学全部校舍场地、大部分图书资料、一部分仪器设备以及1/3的教师、大部分职员和全部工人。
江西师范学院不是以师范部为基础或主体建立的，因为师范部本身没有校舍场地、没有图书资料、没有仪器设备，甚至没有形成自己的教师队伍。根据原南昌大学1952年12月教职员录，师范部9科除艺术科独立设置外，8科（含中语、史地、教育、数学、物理、化学、生物、体育）的科主任都是文法学院、理学院和体育专修科各有关系科的系科主任兼任，即这8科均是挂靠在其他学院有关系科的。原南昌大学留给江西师范学院教师75人，79%是文法学院和理学院教师，师范部教师只有16人，其中艺术科教师就有6人，占38%。原南昌大学给江西师范学院留下了理学院院长郭庆棻、副教务长谷霁光、副总务长熊化奇、数学系主任彭先荫、文史系代主任欧阳琛、艺术科主任刘天浪、还有校务委员吴士栋，而师范部主任任言却未留下，被调到华南师范学院。江西师范学院于1983年10月改名为江西师范大学。
1958年江西大学成立，江西师范学院生物系并入江西大学。1993年5月，江西大学和1958年始建的江西工业大学合并组建新的南昌大学。
江西师范大学、江西农业大学等为原国立中正大学的直接继承者，其中江西师范大学继承最多。

## 歷任校長
| 任次   | 校長   | 身分     | 任期                            | 備注                                               |
| —      | 熊式輝 | 創辦人   | 1940年10月01日 — 1944年05月02日 | 江西省政府主席                                     |
| 第一任 | 胡先驌 | 校長     | 1940年10月01日 — 1944年05月02日 | 中國植物分類學奠基人，曾任國立北京大學生物學系教授 |
| 第二任 | 蕭 蘧  | 校長     | 1944年05月02日 — 1947年05月01日 | 曾任私立南開大學首任經濟學系主任                   |
| 代 理  | 吳兆棠 | 代理校長 | 1947年05月01日 — 1947年08月15日 | 教育部督學，曾任國立中央大學教育學系教授           |
| 第三任 | 林一民 | 校長     | 1947年08月15日 — 1949年04月23日 | 曾任中國國民黨制憲國民大會代表                     |